# Timex Sinclair 1500
Timex Sinclair 1500 je americká varianta počítače ZX81 vyráběná společností Timex Sinclair. Jedná se o následníka počítače Timex Sinclair 1000 s rozšířenou pamětí RAM na 16 KiB. Byl vyráběn místo původně zamýšleného počítače Timex Sinclair 2000, což měla být varianta počítače Sinclair ZX Spectrum, ale kterého byl vyroben pouze prototyp.
Počítač byl prodáván také jako součást kompletu pro vzdělávání, kdy byl dodáván v kufříku společně s magnetofonem Timex Sinclair 2020, dokumentací a propojovacími kabely.
Pokud by počítač Timex Sinclair 1500 nebyl vyráběn, obal počítače mohl být použit u počítače Timex Sinclair 2016.

## Hardware[5]
- Procesor: Z80
- RAM: 16 KiB
- ROM: 8 KiB